# Marcos Senna
Marcos Antônio Senna da Silva, noto come Marcos Senna (San Paolo, 17 luglio 1976), è un dirigente sportivo ed ex calciatore brasiliano naturalizzato spagnolo, di ruolo centrocampista.
Ha legato la sua carriera ai colori del Villarreal, club in cui ha militato per undici stagioni, di cui sei da capitano, e del quale è il quarto giocatore per presenze complessive con 356 partite disputate; con la nazionale spagnola, con cui vanta 28 apparizioni, si è laureato campione d'Europa 2008.
A lungo considerato uno dei migliori centrocampisti del panorama spagnolo, vanta a livello di club la vittoria di due Coppe Intertoto consecutive con il Villarreal ed una Coppa del mondo per club con il Corinthians, mentre a livello individuale è stato inserito nella formazione ideale del campionato d'Europa  2008.

## Biografia
Nasce in una famiglia molto povera nella periferia di San Paolo; a causa delle cattive condizioni economiche della famiglia, acuite dalla fuga del padre, ha lavorato come fattorino fino all'età di 23 anni, prima del passaggio al Corintihans.
Ha un figlio, Vitor, nato nel 1994 da una ragazza brasiliana di origine non afroamericana: a causa di ciò la famiglia della donna gli ha impedito di avere contatti col figlio fino al suo trasferimento in Spagna.
Una delle porte di ingresso dello Stadio Madrigal, casa del Villarreal, è stata intitolata "Puerta Marco Senna" in suo onore come riconoscimento per gli 11 anni trascorsi con la maglia del club iberico.
Anche suo cugino Marcos Assunção è stato un calciatore.

## Caratteristiche tecniche
Centrocampista difensivo dal grandissimo acume tattico e portato all'intercetto, ha agito per tutta la carriera in una linea di centrocampo a due uomini interpretando sia il ruolo di mediano che quello di regista, spesso adattandosi alle caratteristiche del compagno di reparto; tra le sue migliori qualità vi erano una spiccata capacità di posizionamento ed una grande tenacia nei contrasti, che gli consentivano di recuperare una grande quantità di palloni nonostante uno stile di gioco poco mobile.
Nonostante le caratteristiche prettamente difensive, la buona tecnica individuale e un'ottima proprietà di palleggio nel breve gli consentiva sovente di incaricarsi della prima costruzione della manovra.
In possesso di un tiro potente e preciso dalla lunga distanza, in grado di fargli segnare un buon numero di reti nonostante la posizione in campo, si distingueva inoltre per leadership e carisma nel trascinare i compagni.
Talento tardivo, i numerosi e gravi infortuni subiti nella prima parte di carriera ne hanno inizialmente frenato l'ascesa ai massimi livelli.
In riferimento alla sua grande capacità di recuperare palloni, era noto col soprannome di "El coleccionista".

## Carriera

### Club
Marcos Senna è cresciuto nelle giovanili del Corinthians col quale ha anche debuttato in prima squadra. Dopo una stagione al Corinthians passa allo Juventude e ancora l'anno dopo al São Caetano. Dopo queste stagioni in Brasile, si trasferisce in Spagna andando a giocare al Villarreal CF. Qui decide di naturalizzarsi spagnolo e per tale motivo verrà da allora convocato nella Nazionale Spagnola. Il 12 giugno 2013 annuncia di lasciare il Villarreal dopo 11 anni per trasferirsi nella MLS.
Il 14 giugno 2013 viene ufficializzato il suo ingaggio da parte dei New York Cosmos. Il 10 giugno 2015 annuncia che si ritirerà dal calcio giocato a fine stagione, alla scadenza del contratto.

### Nazionale
Ha debuttato con la Nazionale spagnola nel marzo 2006 in Spagna-Costa d'Avorio (3-2).
È stato nella rosa della Spagna ai Mondiali di calcio 2006 in Germania e durante i vincenti Europei del 2008 in Austria e Svizzera, ed è stato in entrambi titolare.

## Dopo il ritiro
Il 7 febbraio 2016 Senna diventa membro dell'ufficio stampa del Villarreal.

## Statistiche

### Presenze e reti nei club
Statistiche aggiornate al termine della carriera da calciatore.
| Stagione               | Squadra                | Campionato             | Campionato | Campionato | Coppe nazionali | Coppe nazionali | Coppe nazionali | Coppe continentali | Coppe continentali | Coppe continentali | Altre coppe | Altre coppe | Altre coppe | Totale | Totale |
| Stagione               | Squadra                | Comp                   | Pres       | Reti       | Comp            | Pres            | Reti            | Comp               | Pres               | Reti               | Comp        | Pres        | Reti        | Pres   | Reti   |
| ---------------------- | ---------------------- | ---------------------- | ---------- | ---------- | --------------- | --------------- | --------------- | ------------------ | ------------------ | ------------------ | ----------- | ----------- | ----------- | ------ | ------ |
| 1997                   | Rio Branco             | C                      | ?          | ?          |                 |                 |                 | -                  | -                  | -                  | -           | -           | -           | ?      | ?      |
| 1998                   | Rio Branco             | C                      | ?          | ?          |                 |                 |                 | -                  | -                  | -                  | -           | -           | -           | ?      | ?      |
| Totale Rio Branco      | Totale Rio Branco      | Totale Rio Branco      | ?          | ?          |                 |                 |                 |                    |                    |                    |             |             |             | ?      | ?      |
| 1998                   | America                | C                      | ?          | ?          |                 |                 |                 | -                  | -                  | -                  | -           | -           | -           | ?      | ?      |
| 1999                   | Corinthians            | A1/SP+A                | 0+16       | 0+0        | CB              | -               | -               | CM                 | 3                  | 0                  | -           | -           | -           | 19     | 0      |
| 2000                   | Corinthians            | A1/SP+A                | 12+0       | 1+0        | CB              | 1               | 0               | CL+CM              | 5+0                | 0+0                | RSP+Cmc     | 6+2         | 0+0         | 26     | 1      |
| 2001                   | Corinthians            | A1/SP+A                | 14+0       | 0+0        | CB              | 10              | 0               | CdC                | 1                  | 0                  | RSP         | 2           | 0           | 27     | 0      |
| Totale Corinthians     | Totale Corinthians     | Totale Corinthians     | 26+16      | 1+0        |                 | 11              | 0               |                    | 9                  | 0                  |             | 10          | 0           | 72     | 1      |
| 2001                   | Juventude              | CG+A                   | 0+14       | 0+1        |                 |                 |                 | -                  | -                  | -                  | -           | -           | -           | 14     | 1      |
| 2002                   | São Caetano            | A1/SP+A                | ?+0        | ?+0        |                 |                 |                 | CL+CdC             | 13+3               | 0+0                | -           | -           | -           | 16     | 0      |
| 2002-2003              | Villarreal             | PD                     | 16         | 2          | CR              | 1               | 0               | -                  | -                  | -                  | -           | -           | -           | 17     | 2      |
| 2003-2004              | Villarreal             | PD                     | 9          | 0          | CR              | 0               | 0               | CI                 | 1                  | 0                  |             | -           | -           | 10     | 0      |
| 2004-2005              | Villarreal             | PD                     | 29         | 2          | CR              | 0               | 0               | CI+CU              | 3+7                | 0+0                | -           | -           | -           | 39     | 2      |
| 2005-2006              | Villarreal             | PD                     | 30         | 3          | CR              | 1               | 0               | UCL                | 13                 | 1                  | -           | -           | -           | 44     | 4      |
| 2006-2007              | Villarreal             | PD                     | 33         | 0          | CR              | 4               | 0               | -                  | -                  | -                  | -           | -           | -           | 37     | 0      |
| 2007-2008              | Villarreal             | PD                     | 34         | 4          | CR              | 5               | 1               | CU                 | 4                  | 1                  | -           | -           | -           | 43     | 6      |
| 2008-2009              | Villarreal             | PD                     | 27         | 2          | CR              | 0               | 0               | UCL                | 8                  | 2                  | -           | -           | -           | 35     | 4      |
| 2009-2010              | Villarreal             | PD                     | 30         | 1          | CR              | 3               | 0               | UEL                | 7                  | 3                  | -           | -           | -           | 40     | 4      |
| 2010-2011              | Villarreal             | PD                     | 20         | 1          | CR              | 1               | 0               | UEL                | 6                  | 0                  | -           | -           | -           | 27     | 1      |
| 2011-2012              | Villarreal             | PD                     | 31         | 5          | CR              | 1               | 0               | UCL                | 6                  | 0                  | -           | -           | -           | 38     | 5      |
| 2012-2013              | Villarreal             | SD                     | 33         | 5          | CR              | 0               | 0               | -                  | -                  | -                  | -           | -           | -           | 33     | 5      |
| Totale Villarreal      | Totale Villarreal      | Totale Villarreal      | 292        | 25         |                 | 16              | 1               |                    | 55                 | 7                  |             |             |             | 363    | 33     |
| 2013                   | New York Cosmos        | NASL                   | 13+1       | 5+1        | LHUSOC          | 0               | 0               | -                  | -                  | -                  | -           | -           | -           | 14     | 6      |
| 2014                   | New York Cosmos        | NASL                   | 19+1       | 4+0        | LHUSOC          | 0               | 0               | -                  | -                  | -                  | -           | -           | -           | 20     | 4      |
| 2015                   | New York Cosmos        | NASL                   | 18+2       | 3+0        | LHUSOC          | 2               | 0               | -                  | -                  | -                  | -           | -           | -           | 22     | 3      |
| Totale New York Cosmos | Totale New York Cosmos | Totale New York Cosmos | 50+4       | 12+1       |                 | 2               | 0               |                    |                    |                    |             |             |             | 56     | 13     |
| Totale carriera        | Totale carriera        | Totale carriera        | 402        | 40         |                 | 29              | 1               |                    | 80                 | 7                  |             | 10          | 0           | 521    | 48     |

### Cronologia presenze e reti in Nazionale
| Cronologia completa delle presenze e delle reti in nazionale ― Spagna | Cronologia completa delle presenze e delle reti in nazionale ― Spagna | Cronologia completa delle presenze e delle reti in nazionale ― Spagna | Cronologia completa delle presenze e delle reti in nazionale ― Spagna | Cronologia completa delle presenze e delle reti in nazionale ― Spagna | Cronologia completa delle presenze e delle reti in nazionale ― Spagna | Cronologia completa delle presenze e delle reti in nazionale ― Spagna | Cronologia completa delle presenze e delle reti in nazionale ― Spagna |
| Data                                                                  | Città                                                                 | In casa                                                               | Risultato                                                             | Ospiti                                                                | Competizione                                                          | Reti                                                                  | Note                                                                  |
| --------------------------------------------------------------------- | --------------------------------------------------------------------- | --------------------------------------------------------------------- | --------------------------------------------------------------------- | --------------------------------------------------------------------- | --------------------------------------------------------------------- | --------------------------------------------------------------------- | --------------------------------------------------------------------- |
| 1-3-2006                                                              | Valladolid                                                            | Spagna                                                                | 3 – 2                                                                 | Costa d'Avorio                                                        | Amichevole                                                            | -                                                                     | 58’                                                                   |
| 27-5-2006                                                             | Albacete                                                              | Spagna                                                                | 0 – 0                                                                 | Russia                                                                | Amichevole                                                            | -                                                                     | 46’                                                                   |
| 3-6-2006                                                              | Elche                                                                 | Spagna                                                                | 2 – 0                                                                 | Egitto                                                                | Amichevole                                                            | -                                                                     | 35’ 46’                                                               |
| 14-6-2006                                                             | Lipsia                                                                | Spagna                                                                | 4 – 0                                                                 | Ucraina                                                               | Mondiali 2006 - 1º turno                                              | -                                                                     |                                                                       |
| 19-6-2006                                                             | Stoccarda                                                             | Spagna                                                                | 3 – 1                                                                 | Tunisia                                                               | Mondiali 2006 - 1º turno                                              | -                                                                     | 46’                                                                   |
| 27-6-2006                                                             | Hannover                                                              | Spagna                                                                | 1 – 3                                                                 | Francia                                                               | Mondiali 2006 - Ottavi di finale                                      | -                                                                     | 72’                                                                   |
| 15-11-2006                                                            | Cadice                                                                | Spagna                                                                | 0 – 1                                                                 | Romania                                                               | Amichevole                                                            | -                                                                     | 46’                                                                   |
| 21-11-2007                                                            | Las Palmas                                                            | Spagna                                                                | 1 – 0                                                                 | Irlanda del Nord                                                      | Qual. Euro 2008                                                       | -                                                                     |                                                                       |
| 26-3-2008                                                             | Elche                                                                 | Spagna                                                                | 1 – 0                                                                 | Italia                                                                | Amichevole                                                            | -                                                                     | 59’                                                                   |
| 31-5-2008                                                             | Huelva                                                                | Spagna                                                                | 2 – 1                                                                 | Perù                                                                  | Amichevole                                                            | -                                                                     | 46’                                                                   |
| 4-6-2008                                                              | Santander                                                             | Spagna                                                                | 1 – 0                                                                 | Stati Uniti                                                           | Amichevole                                                            | -                                                                     | 46’                                                                   |
| 10-6-2008                                                             | Innsbruck                                                             | Spagna                                                                | 4 – 1                                                                 | Russia                                                                | Euro 2008 - 1º turno                                                  | -                                                                     |                                                                       |
| 14-6-2008                                                             | Innsbruck                                                             | Svezia                                                                | 1 – 2                                                                 | Spagna                                                                | Euro 2008 - 1º turno                                                  | -                                                                     |                                                                       |
| 22-6-2008                                                             | Vienna                                                                | Spagna                                                                | 0 – 0 dts (4 – 2 dtr)                                                 | Italia                                                                | Euro 2008 - Quarti di finale                                          | -                                                                     |                                                                       |
| 26-6-2008                                                             | Vienna                                                                | Russia                                                                | 0 – 3                                                                 | Spagna                                                                | Euro 2008 - Semifinale                                                | -                                                                     |                                                                       |
| 29-6-2008                                                             | Vienna                                                                | Germania                                                              | 0 – 1                                                                 | Spagna                                                                | Euro 2008 - Finale                                                    | -                                                                     | [ 15 ]                                                                |
| 20-8-2008                                                             | Copenaghen                                                            | Danimarca                                                             | 0 – 3                                                                 | Spagna                                                                | Amichevole                                                            | -                                                                     |                                                                       |
| 6-9-2008                                                              | Murcia                                                                | Spagna                                                                | 1 – 0                                                                 | Bosnia ed Erzegovina                                                  | Qual. Mondiali 2010                                                   | -                                                                     |                                                                       |
| 10-9-2008                                                             | Albacete                                                              | Spagna                                                                | 4 – 0                                                                 | Armenia                                                               | Qual. Mondiali 2010                                                   | 1                                                                     |                                                                       |
| 15-10-2008                                                            | Bruxelles                                                             | Belgio                                                                | 1 – 2                                                                 | Spagna                                                                | Qual. Mondiali 2010                                                   | -                                                                     |                                                                       |
| 19-11-2008                                                            | Vila-real                                                             | Spagna                                                                | 3 – 0                                                                 | Cile                                                                  | Amichevole                                                            | -                                                                     | 46’                                                                   |
| 11-2-2009                                                             | Siviglia                                                              | Spagna                                                                | 2 – 0                                                                 | Inghilterra                                                           | Amichevole                                                            | -                                                                     |                                                                       |
| 28-3-2009                                                             | Madrid                                                                | Spagna                                                                | 1 – 0                                                                 | Turchia                                                               | Qual. Mondiali 2010                                                   | -                                                                     |                                                                       |
| 1-4-2009                                                              | Istanbul                                                              | Turchia                                                               | 1 – 2                                                                 | Spagna                                                                | Qual. Mondiali 2010                                                   | -                                                                     | 67’                                                                   |
| 9-9-2009                                                              | Mérida                                                                | Spagna                                                                | 3 – 0                                                                 | Estonia                                                               | Qual. Mondiali 2010                                                   | -                                                                     |                                                                       |
| 10-10-2009                                                            | Erevan                                                                | Armenia                                                               | 1 – 2                                                                 | Spagna                                                                | Qual. Mondiali 2010                                                   | -                                                                     |                                                                       |
| 14-10-2009                                                            | Zenica                                                                | Bosnia ed Erzegovina                                                  | 2 – 5                                                                 | Spagna                                                                | Qual. Mondiali 2010                                                   | -                                                                     | 67’                                                                   |
| 3-3-2010                                                              | Saint-Denis                                                           | Francia                                                               | 0 – 2                                                                 | Spagna                                                                | Amichevole                                                            | -                                                                     | 64’                                                                   |
| Totale                                                                |                                                                       | Presenze                                                              | 28                                                                    |                                                                       | Reti                                                                  | 1                                                                     |                                                                       |

## Palmarès

### Club

#### Competizioni statali
- Campionato paulista: 2

Corinthians: 1999, 2001

#### Competizioni nazionali
- Campionato brasiliano: 1

Corinthians: 1999
- NASL: 2

New York Cosmos: 2013, 2015

#### Competizioni internazionali
- Coppa del mondo per club: 1

Corinthians: 2000
- Coppa Intertoto UEFA: 2

Villarreal: 2003, 2004

### Nazionale
- Campionato d'Europa: 1

Austria-Svizzera 2008

### Individuale
- Inserito nella Squadra Ideale di UEFA Euro 2008[16]